# Amberg
Amberg (in italiano antico Amberga) è una città extracircondariale tedesca, situata nel Land della Baviera. È circa a metà strada tra Ratisbona e Bayreuth, nell'Alto Palatinato.

## Storia
La prima menzione della città risale al 1034, sotto il nome di Ammenberg. Divenne un importante centro di traffici nel Medioevo, esportando soprattutto ferro grezzo e lavorato. Nel 1269, assieme a Bamberga, cadde sotto il controllo della dinastia Wittelsbach, che governava la Baviera.

## Amministrazione

### Gemellaggi
- Bad Bergzabern
- Freiberg
- Bystrzyca Kłodzka
- Desenzano del Garda
- Périgueux
- Trikala
- Ústí nad Orlicí